# 辋川镇 (惠安县)
25°4′29.26″N 118°51′26.4″E / 25.0747944°N 118.857333°E
辋川镇为中国福建省泉州市惠安县下辖的一个镇，舊名網城，地处惠安县东部林辋溪下游。辋川镇东面为湄州湾，东南与东桥镇交界，西部为螺城镇，南面为涂寨镇，往北为泉港区的前黄镇、涂岭镇。
辋川镇面积为54平方公里，镇政府设在辋川街。辋川古称万城，意为非万贯家财不能居住，形容当时的富裕情况。

## 名称由来
辋川形如网，谐音辋，故得名。

## 历史
据史料记载和出土文物证实，辋川在远古时候就有先民居住。
宋朝，辋川隶属崇善乡。宋时辋川有墟市，经营海产品和粮草贸易为主。元朝，辋川归文质乡安仁里、归化里的二、三、五、三十四都。明成化年间(1485年)，建造辋川跨海石桥。清朝，辋川归良盘、霞庄、洞峰（原玉山埔）、石溪、石江、锦溪等铺。嘉靖三十七年(1558年)，当地为了拒倭兴建辋川城并于嘉靖四十一年建成。“城周七百余丈，高一丈八尺”。辋川建城后就逐渐成为惠安县城的商务港口，是惠东、惠北至闽中腹地的粮食、燃料、竹木和海产品集散地。
中华民国时，设辋川乡。
1949年9月，划为13个乡，归一区管辖。1951年6月，在此成立第十一区公所。1955年10月，十一区改为辋川区。1956年6月，撤销辋川区，另设驿坂区，辋川改设乡级镇。1958年5月，撤区并乡，设驿坂乡、辋川乡，而后两个乡合成辋城乡。9月，人民公社化，辋城乡改为超先人民公社一个管理区。1961年冬拆分小社，成立辋川人民公社。1984年10月，辋川乡人民政府成立。1989年10月，成立辋川镇，共辖25个行政村，122个自然村。

## 行政区划
辋川镇镇政府驻中西街，辖25个行政村：
| 行政村               | 自然村                                                                                 | 姓氏                           | 备注         |
| -------------------- | -------------------------------------------------------------------------------------- | ------------------------------ | ------------ |
| 辋川村               | 中街、西街、桂林、标美、东尾头、下路街、城门顶、鱼仔街、上路街                         | 陈、林、潘、李、黄、洪、任     |              |
| 大潘村               | 大潘                                                                                   | 潘、郑、王、刘、朱、曾         |              |
| 后任村               |                                                                                        |                                |              |
| 社坑村               | 社坑、下坑南、前张、顶坑南                                                             | 陈、甘、张、方、林、任         |              |
| 许厝村               | 赵炉、下湖、许厝、北石、埭岸头、乌门                                                   | 程、郑、翁、潘、王、庄、胡、李 |              |
| 许埭村               | 下埭、顶埭、土墩尾、湖仔山                                                             | 程、周、张、林、陈             |              |
| 下江村               | 赖厝、下江                                                                             | 江、郑                         |              |
| 小山村               | 小山、过宅                                                                             | 张                             |              |
| 梧山村               | 梧山、承天、西林、官后、下墩                                                           | 周、郑、潘、杨、吴、陈、胡     |              |
| 钱埔村               |                                                                                        |                                |              |
| 试剑村               | 试剑、司口、坑黄、上林边                                                               | 何                             |              |
| 庄上村               | 庄上、井透、陈庄、坑北                                                                 | 何                             |              |
| 更新村               | 后坑、溪上、新街、官桥、大埔内、塔头、五家、山仔尾、后新厝、后山兜、下篮边、涵内、菜堂 | 陈、吴、王、洪、周、余         |              |
| 玉围村 京山村 居仁村 | 围内、坊脚、京山、下舍埔、居仁、华山、前垵、下吴、斗门                                 | 陈、林、李、王、周             | 原玉围村拆出 |
| 峰崎村               | 埔崎、山尾、墓前、后宅、仕尾                                                           | 何、曾                         |              |
| 峰南村               | 西亭、园畔、东园、草厝、西楼                                                           | 何                             |              |
| 后许村               | 后许、半埭岸、新厝、上店、下庄                                                         | 王、郑、何、陈、吴             |              |
| 前洋村               | 前洋、后潘、前炉、下柑                                                                 | 杨、郑、潘、林、何、蔡         |              |
| 坑南村               | 头坑、上堡、南库、上柑、坑仔                                                           | 庄、陈、林、张、刘             |              |
| 吹楼村               | 小坂、塘头、甘露、吹厝、楼下、巷内、塔埔                                               | 赵、杨、陈、张、徐、潘         |              |
| 五柳村               | 下社尾、沟墘、好树、桃园、东埔、南乡、许仁、柯溪、西山、西许                           | 柳、许、温、卢、郑、陈、任     |              |
| 南星村               | 南星、东庄、吴坑、前山、西许山、西许                                                   | 柯、林、任、何                 |              |
| 后坑村               | 烧厝、后坑、东福、内透、上库                                                           | 吴、方、陈                     |              |

## 农业
辋川镇的走马埭万亩基本农田保护区是福建省第一块耕地保护区，位于辋川镇庄上村。1989年2月，惠安县将走马埭划定为耕地保护区，先后累计投入3000多万元，建成排灌渠70条32.7公里；铺设地下管灌3.6公里；新建水闸31座；新扩建机耕道32条17.3公里，新建交通桥31座，完成土石方工程量9.61万立方米。

## 教育
早年，辋川一带教育多为旧式馆塾。1930年，辋川公学在东尾头街教堂内开办。之后，在城内莲花山麓的静观寺成立莲山小学。民国以后，莲山小学改为公办中心小学，直到今天。同时期，辋川的峰崎村兴建麟山小学，西山村办起醒民小学。抗日时期，侯卿又办起更新小学和侨光中学。中华人民共和国建国后，莲山小学由当地政府接收，更名为辋川中心小学。后来在南星村开办了一所农中，并于七十年代迁至峰崎村的麒麟山麓改建为完全中学。1994年9月1日，原莲山小学的几位校友组织建起辋川镇第四所中学——莲山中学。

## 旅游
辋川旅游业并不发达，旅游资源较少。辋川镇的主要景点有侯卿古驿道、侯卿古民居与曲水流觞、青龙桥、鲤鱼岛、惠泉北厂惠女雕塑。
距离辋川镇社坑村不到3公里的鲤鱼岛是镇上为数不多的旅游点之一。鲤鱼岛面积不足500亩，因岛的形状与鲤鱼相似而得名。鲤鱼岛上有惠安县级保护单位的灵惠寺、一座荒废的炮楼及树林。每天落潮时可以通过一条小路步行上岛。而涨潮时则须乘船上岸。2005年5月中旬，当地修建了一条数米宽的海堤连通了陆地和鲤鱼岛。
位于辋川镇居仁村的居仁提督衙建于清乾隆年间（1736年—1795年），是惠安县历史上最高武职官、提督陈鸣夏的府衙，2002年公布为第八批县级文物保护单位。提督衙的“曲水流殇”石雕是古代文人雅士宴饮赋诗时用的特殊桌子。侯卿的更新、玉围、京山、居仁的明清时期古建筑群是惠安境内发现规模最大、档次最高的古建筑群。 

## 文物保护
辋川镇的文物保护单位有青龙桥（宋—明，下埭村）、辋川桥（明，辋川街）、辋川妈祖庙（明，辋川街）、灵惠庙（明—清，鲤鱼岛）、越王宫（明，后任村）、灵安宫（明，大潘村）、五峰宫（明—现代，赖厝村）、峰崎何氏宗祠（宋，峰崎村）、居仁提督衙（清，居仁村）、程氏家庙（清，许埭村）、辋川下四家陈氏祖厝、书馆（清，辋川街）、凤山宫（明，梧山村）、麟凤庙（清，峰崎村竹宅自然村西路口）、辋川城隍庙（明－现代，辋川村标美顶自然村）、潘氏家庙（清代，辋川村桂林中街）等古建筑，以及试剑石崖刻（明，试剑村）、虎屿岩观音石雕像（元，钱埔村）等石刻。

## 文化与民俗
辋川有着独特的男女服饰和打扮。辋川女称“网婆”，与泉南一带的惠安女，蟳埔女并称。
辋川镇的南音堪称惠安鼻祖，在泉南一带享有盛名。明万历年间的成都知府后为淮王府长史的辋川人潘一谔就是攻丝竹的“南管先生”。